# 排頭

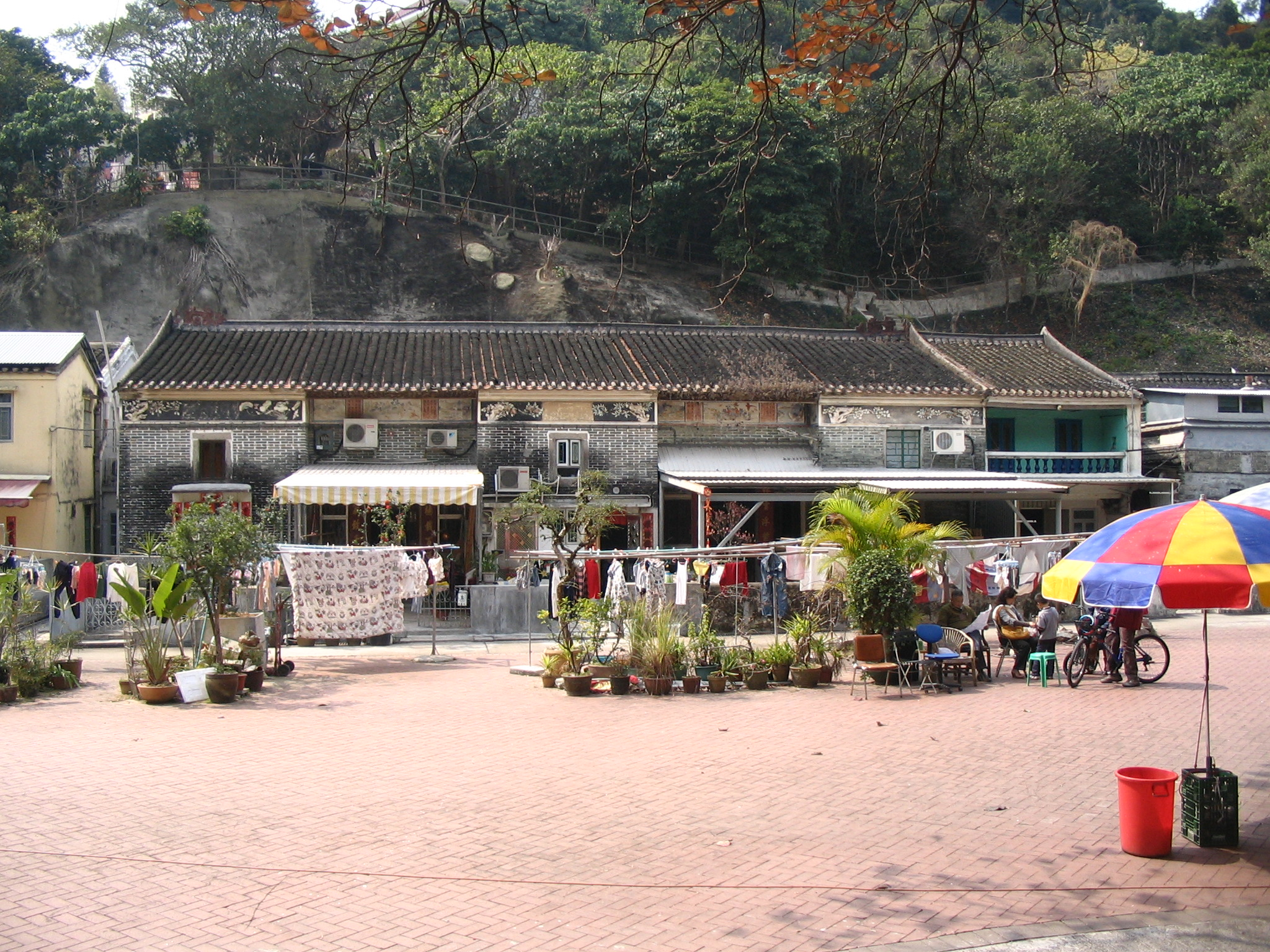
排頭村

排頭（名稱源於排頭村，亦稱排頭圍），是香港新界沙田區的一個社區，現位於沙田市中心的西北方。開村祖宗為廣東省梅州市五華縣人藍勝昌，至今共七代人，前後約共百餘年。藍氏族人在村內設有祠堂，基於歷史價值，藍氏祠堂已被列為香港三級歷史建築。排頭亦是沙田九約之一，排頭約包括排頭、銅鑼灣、上禾輋及下禾輋一帶的村落，即以往沙田海西岸，現港鐵沙田站附近。

## 地理位置
排頭圍位於道風山山腳，田寮以南，上禾輋以北，附近建有萬佛寺、寶福山，而沙田政府合署、新城市中央廣場和康樂及文化事務署總部亦在附近。

## 歷史
百多年前，有藍姓人家從廣東省五華縣南遷至深井定居，後經歷過一場暴風雨的吹襲，房舍盡毀，隨父至深井的藍勝昌毅然離開，攜同妻兒到來現址開墾，成為該村的第一代人，由他發展至現今，共七代人，前後約共百餘年。據傳，藍勝昌妻子在藍勝昌死後，改嫁一名邱姓男子，故此排頭村亦有邱姓後人居住。

## 歷史建築
排頭村5號及6號，於1920至1930年間興建的村屋，於2009年12月18日被確定為二級歷史建築物。

## 爭議

### 興建行人天橋的爭議
從1960年代開始，香港政府主力發展新界，於是向村民收地，昔日村外的農地已經成為現代化的建築物，為方便人流往返這些建築物，有建議興建兩條行人天橋，一條沿排頭街連接沙田火車站巴士平台及新城市中央廣場，另一條連接新城市中央廣場及沙田政府合署。
天橋的興建一直以來備受村民的強烈抗議，有見及此，政府已於2012年5月決定短期內不會再考慮行人橋方案。

### 祠堂前空地業權的爭議
2013年初，申訴專員公署報告指出排頭村霸佔官地，非法經營停車場長達30多年。同年3月，逾百名警員護送相關政府官員入村將所謂的官地圍封。村民代表則聲稱該地是孫明揚當年於沙田理民府任職時，口頭承諾送予他們的，作為政府收地興建沙田火車站及政府合署的賠償。

## 名人
- 藍炳生（前沙田鄉事委員會副主席，育有五子）[8]
  - 藍國恩（亞洲聯網科技前主席、藍馬集團董事，香港賽駒「藍城」系、「藍天」系馬主）
  - 藍國賢（前新界鄉議局副主席、前沙田區區議員[8]、前沙田鄉事委員會主席、前區域市政局議員[9]）
  - 藍國倫（高信集團董事、亞洲聯網科技副主席）
  - 藍國慶（高信集團創辦人、前主席、董事、亞洲聯網科技主席）
- 藍玉棠（村長、前沙田鄉事委員會主席[10]）
- 藍戊發（村長[10]）

## 公共交通
港鐵：
- █  東鐵綫：沙田站B出口

巴士/居民巴士/小巴